# FC 산타콜로마
FC 산타콜로마는 안도라의 축구 클럽으로 안도라라벨랴의 산타콜로마를 연고지로 삼고 있다.
산타콜로마는 2007-08시즌의 안도라 프리메라디비지오 우승을 하면서 현재 안도라 챔피언이다. 통산 4회 우승으로 안도라 리그 최다 우승을 한 팀이다.
유럽 대회에는 UEFA컵에 4회, UEFA 챔피언스리그에 1회 출전하여 통산 다섯 번 출전하였는데, 단 한번도 1차 라운드를 통과한 적이 없었다. UEFA컵 2007-08에는 홈에서 마카비 텔아비브 FC를 1-0으로 이기면서 유럽 대회에서의 첫 승을 달성하였다. 지금까지 5회 출전에 총 10경기를 치렀는데 1승 9패 5득점 32실점을 기록중이다.

## 역대 성적
- 안도라 프리메라디비지오

우승 (13): 2000-01, 2002-03, 2003-04, 2007-08, 2013–14, 2014–15, 2015–16, 2016–17, 2017–18, 2018–19
- 안도라 컵

우승 (8): 1991, 2001, 2003, 2004, 2005, 2006, 2007, 2009
- 안도라 슈퍼컵

우승 (2): 2003, 2005

## 선수 명단

### 현역
참고: FIFA 자격 규정에 따라 소속된 국가대표팀 국기를 표시합니다. 선수는 복수의 FIFA 비회원국 국적을 가지고 있을 수 있습니다.
| 번호 | 포지션 | 국적     | 이름            |
| ---- | ------ | -------- | --------------- |
| 1    | GK     | 안도라   | 조셉 고메스     |
| 4    | DF     | 콜롬비아 | 힐마르 토레스   |
| 6    | MF     |          | 다니엘 토리비오 |

| 번호 | 포지션 | 국적       | 이름                 |
| ---- | ------ | ---------- | -------------------- |
| 21   | MF     | 베네수엘라 | 옥타비오 파에스      |
| 23   | DF     | 안도라     | 모이세스 산 니콜라스 |

## 역대 감독
| 감독              | 임기   |
| ----------------- | ------ |
| 알베르트 호르케라 | 2020 ~ |